# Ilhas Karimunjava
As ilhas Karimunjava, ilhas Karimunjawa ou ilhas Crimon constituem um arquipélago no mar de Java, situado a norte da ilha de Java, a 80 km da cidade de Jepara. O arquipélago tem 27 ilhas, 26 delas pertencentes administrativamente da regência (kabupaten) de Jepara e província de Java Central. A ilha de Bawean, situada a leste do grupo principal, pertence à regência de Gresik da província de Java Oriental.
A área total das ilhas é 71,2 km²; a maior ilha, Karimun, tem 27 km² e a segunda maior, Kemujan, tem 14 km². Em 2008, o arquipélago tinha 8 990 habitantes, que viviam em cinco das ilhas. A maioria da população é de etnia javanesa, embora haja algumas comunidades bugis e madureses. A cultura predominante é javanesa e as ilhas Karimunjava são as únicas ilhas ao largo de Java onde o javanês é a língua franca.
Em 2001, 22 ilhas de Karimunjava foram declaradas uma reserva marinha, o Parque Nacional de Karimunjava. As restantes cinco ilhas são privadas ou estão sob o controlo da Marinha Indonésia.

## História
À parte de terem sido usadas como base de piratas, acredita-se que as ilhas tenham sido desabitadas até lá ter sido criado um estabelecimento prisional durante a ocupação britânica de Java, no início do século XVIII. Achados arqueológicos de cerâmica chinesa de cerca do século XIII sugerem que as ilhas fizeram parte de uma rota de comércio para Java.
O estabelecimento prisional foi abandonado pelos holandeses durante a Guerra de Java (1825–1830), mas os ex-condenados permaneceram como colonos. Estes criaram plantações de algodão, que se tornaram a sua principal fonte de rendimento, além da ourivesaria.

## Descrição
O arquipélago é formado predominantemente por ilhas continentais pré-terciárias, constituídas principalmente de quartzitos, folhelhos e basaltos vulcânicos. Geologicamente, as ilhas fazem parte da Sundalândia. No arquipélago há extensos recifes de coral.
A principal fonte de rendimento da população local é a pesca, seguida de serviços e comércio. O turismo está a crescer rapidamente, o que coloca pressão nos recursos ambientais. O transporte entre Java e as ilhas é por vezes limitado durante a estação das chuvas, principalmente entre janeiro e março, quando o mau tempo por vezes traz grandes ondas à área.